# Hecheres Beltrán
Hecheres Beltrán (Santa Cruz de Tenerife, España, 1978) es un escritor en lengua española.
En el año 2006 resultó ganador del VIII Premio Odisea con su obra Cruzando el límite, otorgado por la editorial Odisea, dedicada específicamente a libros de temática homosexual.

## Obras
Cruzando el límite (2006).
Luis, un joven recién llegado a Madrid, desvela una visión descarnada de la naturaleza del mundo gay madrileño del siglo XXI. La amante severa que es Madrid recibe a Luis con un cóctel de GHB, cocaína, MDMA, ketamina, speed, poppers, cristal y anfetaminas, todo ello mezclado con una buena dosis de whisky, sexo fugaz y trabajos basura. En su búsqueda de la felicidad, Luis andará un camino de drogas, ansiedad, mariliendres, euforia, promiscuidad, alucinaciones, violencia, frivolidad y PPT (pelucas, plumas y tacones), en un viaje de descubrimiento de un mundo que está aquí, entre nosotros, y que ahora vemos una vez más en toda su intensidad. Cruzando el límite es un vivo retrato del intenso atractivo que la seductora noche madrileña ejerce sobre toda una generación de jóvenes, aquellos que frecuentan compulsivamente todos los locales nuevos, bailan, se seducen en un instante, consumen multitud de drogas y, en muchos casos, incluso se salvan del naufragio de una ciudad que devora hombres.
Billete de ira y vuelta (2008).
Emocionante novela de amor y venganza, que se adentra en un terreno muy poco tocado aún en la literatura: el acoso escolar. Javier y Manuel se conocieron diez años atrás en el colegio, pero entonces las cosas eran muy diferentes para ambos. Atrapados por un entorno cruel y homofóbico aún no eran dueños de sus destinos. Tras diez años de ausencia, Javier decide regresar al pueblo que le vió crecer para arreglar cuentas con su pasado, pero el viaje le deparará una inesperada y turbadora sorpresa. "Cuando te vi el otro día en la playa, no podía creer que fueras tú. Habías cambiado tanto... No sólo físicamente, tu mirada era distinta. No quiero dejarte escapar, no puedo". Un relato valiente y conmovedor, de crudeza escalofriante, que atrapa al lector a través de una prosa directa e inteligente.
Suspiros en la ciudad (2008) Fotonovela.
La rebelión de Eva (2009)
¿Qué pasaría si las mujeres decidieran que los hombres no deben seguir existiendo? Eva, una joven y prometedora científica, roba una noche los resultados de un experimento destinado a conseguir que las mujeres se reproduzcan asexualmente. Veinte años más tarde y con un ejército de féminas bajo su mando, decide emprender una rebelión contra el macho humano, borrando para siempre su participación en la evolución y eliminando el yugo masculino que ha sometido a la mujer durante siglos.
Los hombres tendrán que defenderse de la exterminación, librándose una encarnizada batalla que nadie sabe cómo o cuándo acabará. La rebelión de Eva lleva la guerra de los sexos hasta el extremo, obligando a los personajes a plantearse cómo han llegado a esa situación y si podrían haber hecho algo para evitarlo.
Para que no tengas miedo (2013)
Damián no quiere ir al colegio. Algo le supera y Gloria, su madre, se teme lo peor. Así que se ve obligada a recurrir al poder de un libro. Madre e hijo se sumergirán en un mundo de fantasía en el que los héroes no son cómo parecen. El reino de Alius está en peligro y solo un rey capaz de amar y perdonar podrá salvar Alius de la destrucción total. Recién nacido Fersilo, el gran hechicero Solquimar le lanza una maldición que hará enloquecer a Rasanán, padre de Fersilo y déspota rey de Alius. Encerrado en su torre durante años para que el sortilegio no se cumpliera, Fersilo escapa del castillo en el que está recluido en busca del hechicero cuando su padre amenaza su vida. Ayudado por unos peculiares compañeros de viaje, el príncipe destronado deberá buscar por todo su Reino la manera de recuperar el amor de su padre, aprendiendo que antes hay que amarse uno mismo tal y como se es. Con la ayuda de los protagonistas del libro, narrado por su madre, Damián superará sus miedos y aprenderá a vivir con valentía. 
La sangre vertida. Crónicas del Descendiente I (2017)
Un terrible mal amenaza con asolar los reinos de Epilion, y solo el descendiente de un legendario héroe podrá evitarlo. Abandonado al nacer, Milo, un mestizo, crece oculto entre los dilfos. Cuando el poder que bulle en su interior se manifiesta sin control, es expulsado de su pueblo, momento en el comenzará su camino como descendiente. La conservadora Idrina viaja a Stycia para realizar una investigación religiosa y se verá envuelta en una aventura en la que se revelará su verdadera naturaleza. Ferris, un clérigo recién ordenado, y Kilian, un guarda caído en desgracia, tendrán que trabajar juntos para averiguar quién está detrás de unos terribles asesinatos. La princesa del sur, Osilia de Valentys, pone en peligro la frágil paz entre los reinos de Epilion al aceptar una invitación secreta del rey Dago, soberano del norte. Acompañada por la capitana de su guardia, se enfrentarán a una conspiración de magnitudes insospechadas. Sus destinos se cruzarán irremediablemente para combatir el peligro que se cierne sobre su mundo.
Sacrificio de sangre. Crónicas del Descendiente II (2018)
Algo va mal en Epilion. Después de que Milo detuviese los planes para liberar un antiguo mal, parece que la paz todavía está por llegar. La marca que le identifica como descendiente no ha crecido, lo que significa que aún no ha cumplido su destino. El rey de Alassya declara instaurada la Primera Cancillería de la Era Media, destinada a investigar y detener el mal que se quiere apoderar del continente. Milo y sus compañeros, bajo el auspicio de la Cancillería, emprenderán una búsqueda contrarreloj para acabar de una vez por todas con la poderosa amenaza, al mismo tiempo que descubren la verdad que se esconde detrás de dicho mal.
Nadia de la nada (2020)
Me llamo Nadia. Tengo el Síndrome de Inmunodeficiencia Ultravioleta y nadie puede saberlo… o me matarían. Entrenada por mi padre desde muy joven, me esfuerzo por aparentar lo que no soy mientras observo cómo transcurre la taciturna vida de los que no han tenido mi suerte.  Cuando mi amigo Liam, la única persona con la que tengo relación, desaparece, me veo obligada a desatender mi tapadera para poder descubrir lo que le ha ocurrido. Lo que no imaginaba era que, durante mis pesquisas, iba a darme de bruces con la verdad sobre mi familia, y que aquello cambiaría para siempre mi manera de entender el mundo. Para colmo, está Dante, un marginado por el que puede que sienta algo… en el peor momento posible. Esta es mi historia. Nadia de la nada es un thriller de ciencia ficción juvenil que transcurre en un mundo distópico, donde la diferencia entre clases ha aumentado considerablemente debido a una mutación fortuita del ADN humano.
Tótem (2022)
Gael y Jano son dos hermanos que parecen adolescentes normales, pero pertenecen a un grupo de guerreros llamados totémicos que viven en un mundo paralelo denominado Efigie… Solo que no lo saben. Dieciocho años atrás, su padre, Diego, abandonó aquel universo para criarlos como seres humanos corrientes, manteniéndolos en la más absoluta ignorancia sobre sus orígenes. Cuando su hogar terrenal es atacado por una poderosa abominación, Diego los envía a Efigie mediante un hechizo. Los muchachos tendrán entonces que adaptarse a su nuevo mundo, donde coincidirán con otros jóvenes que se preparan para convertirse en totémicos, guerreros que protegen a los humanos de las abominaciones desde el inicio de los tiempos utilizando el poder de la naturaleza: los animales, las plantas y los fenómenos atmosféricos. Los muchachos tendrán que luchar contra un sistema de valores arcaico y desfasado mientras intentan averiguar por qué su padre escapó de allí cuando nacieron.